# Jozue

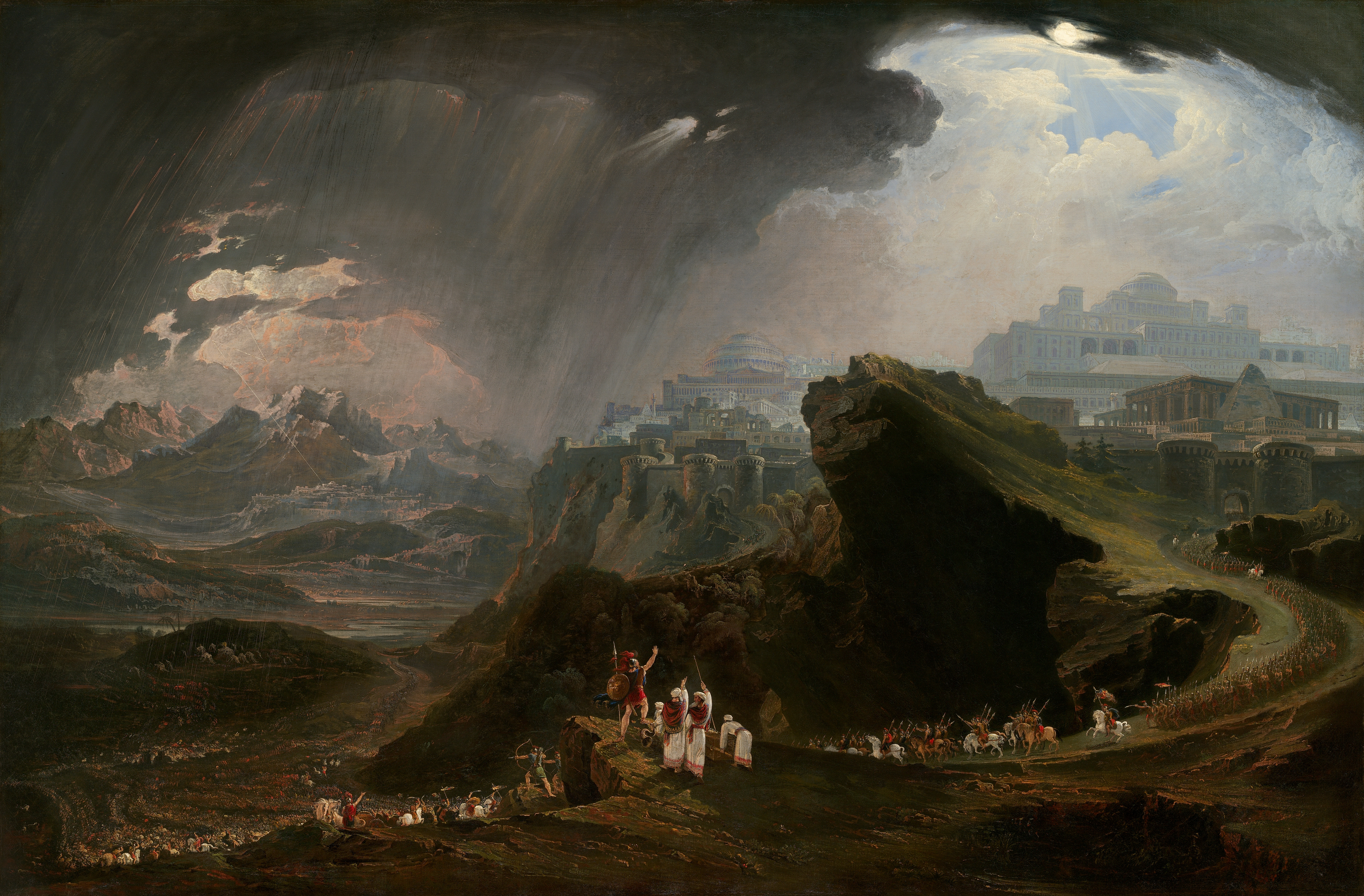
Jozue přikazuje slunci zastavit, John Martin, 1816

Jozue (hebrejsky יְהוֹשֻׁעַ בִּן־נוּן, Jehošua bin Nun) byl nástupcem Mojžíše a vůdcem, který přivedl syny Izraele do Země zaslíbené. Jeho příběh je popisován v knihách Exodus, Numeri a zvláště v knize Jozue. Jméno Jozue je stejného původu jako jméno Ježíš a znamená v překladu „Hospodin je vysvobození“, „Hospodin je spása“ či „Hospodin je pomoc“.
Je ctěn v judaismu, křesťanství i v islámu.

## Životopisná data
Narodil se muži z Efrajimova kmene, který se jmenoval Nun, a to někdy mezi 18. a 13. stoletím před naším letopočtem. Jeho původní jméno bylo Hóšea (hebrejsky הוֹשֵׁעַ, „Spasení“), ale jeho učitel Mojžíš ho přejmenoval na Jozue. Byl nejen Mojžíšovým žákem, ale i pomocníkem, který svého mistra ve všem následoval a všude doprovázel – u hory Sinaj, na níž předal Hospodin Mojžíši kamenné desky s desaterem, byl u svého mistra nejblíže ze všech. Na Mojžíšův rozkaz vedl také izraelské bojovníky do bitvy proti Amálekovi a dovedl ji do vítězného konce. Když byl později mezi dvanácti zvědy, coby zástupce kmene Efrajim, vyslán do Kanaánu, aby společně prozkoumali zemi, prokázal velkou odvahu a hlavně víru v Hospodinovu pomoc.
Mojžíš ještě před svou smrtí v Moábské poušti dostal od Hospodina příkaz, aby svým nástupcem jmenoval Jozua, který dovede Hospodinův lid do Země zaslíbené. Po Mojžíšově smrti Hospodin řekl Jozuovi: „Mojžíš, můj služebník, zemřel. Nyní tedy vstaň a přejdi s veškerým tímto lidem přes Jordán do země, kterou dávám Izraelcům.“ Podobně jako převedl Mojžíš za pomoci Hospodina izraelský lid suchou nohou přes Rákosové moře, převedl Jozue izraelský lid suchou nohou přes řeku Jordán.
Později uposlechl Hospodina a zázrakem bez boje dobyl město Jericho, jehož obyvatele, až na Rachab a její rodinu, zcela vyhladil. Svedl i mnoho bitev a dobyl další města, například město Aj. Pomohl ubránit Gibeonity, když na ně zaútočila vojska pěti králů. Bojoval statečně mezi svými válečníky a osobně velel útokům. S poraženými nepřáteli jednal tvrdě, jak bylo v jeho době obvyklé a jak to vyžadoval Bůh Izraelitů. Zajatým králům nechal šlapat na šíji a pak je dal „pobít a usmrtit a pověsit“. Ty, kdo se odmítli vzdát a podvolit dodržování Noachidským přikázáním, nemilosrdně masakroval – dokonce i jejich ženy, děti a někdy i domácí zvířata. Například při dobytí Jericha Izraelité pod vedením Jozua vyhubili ostřím meče jako klaté, až na jednu výjimku, všechno, co bylo ve městě: „muže i ženy, mladíky i starce, též skot a brav i osly.“ Z kanaánských obyvatel ušetřil pouze obyvatele města Gibeon, kteří s ním uzavřeli mírovou smlouvu pod záminkou, že jsou z daleka. I Když Jozue tuto lest odhalil, smlouvu neporušil. Gibeonští sice upadli do postavení otroků, ale když bylo město Gibeon napadeno nájezdníky, Jozue jej pomohl ochránit. Právě v bitvě u Gibeonu došlo k jednomu ze slavných biblických zázraků, kdy na Jozuovu přímluvu Hospodin zastavil západ Slunce a prodloužil tak den. Tato zmínka v knize Jozue byla ve středověku i později používána církví pro podporu geocentrismu. Citovali ji přitom jak katoličtí inkvizitoři, tak například Martin Luther, když kritizoval Mikuláše Koperníka a jeho astronomickou teorii.
S pomocí brilantní strategie, neústupné zásadovosti a Božího požehnání Jozue postupně porazil a usmrtil třicet jedna králů a obsadil celou zemi Kanaán. Potom společně s knězem Eleazarem rozdělil zemi losem na dědičné podíly podle izraelských kmenů s výjimkou kmene Lévi. Před svou smrtí svolal starší a představitele národa, aby od nich přijal přísahu, že budou věrně sloužit Hospodinu, svému Bohu. Jozue zemřel ve stáří 110 let a byl pohřben ve městě Timnat-serachu v Efrajimském pohoří. Jozue je považován za prvního tzv. starozákonního soudce. Podle Davida Ganse soudil Jozue syny Izraele „28 let, totiž od roku 2488, ihned po smrti Mojžíše, do roku 2516“, počítáno od stvoření světa, což odpovídá létům 1274–1245 před naším letopočtem. Po jeho smrti začal soudit syny Izraele soudce Otníel.